# Christopher Crowe
Christopher Crowe (* 1. August 1948 in Racine, Wisconsin) ist ein US-amerikanischer Drehbuchautor, Regisseur, Produzent und Schauspieler.
Als Drehbuchautor schuf er u. a. insgesamt 66 Folgen der Science-Fiction-Serie Seven Days – Das Tor zur Zeit.
Seit 1984 ist Crowe mit der Schauspielerin Cristina Raines (* 1952) verheiratet und hat mit ihr 2 Kinder.

## Filmografie (Auswahl)

### Als Drehbuchautor
- 1988: Saigon – Der Tod kennt kein Gesetz (Off Limits)
- 1992: Der letzte Mohikaner (The Last of the Mohicans)
- 1996: Fear – Wenn Liebe Angst macht (Fear)
- 1998–2001: Seven Days – Das Tor zur Zeit (Seven Days)

### Als Regisseur
- 1988: Saigon – Der Tod kennt kein Gesetz (Off Limits)
- 1992: Stimmen im Dunkel (Whispers in the Dark)

### Als Produzent
- 1985–1986: Alfred Hitchcock Presents (21 Folgen)